# نساء قاتلات (مسلسل)
نساء قاتلات هو عبارة عن سلسلة تلفزيونية مكسيكية دبلجت إلى العربية، ينتجها بيدرو توريس، مدير televisa، بشراكة مع القناة. يتضمن مسلسل نساء قاتلات في كل موسم أربعين حلقة، يُعرض في كل حلقة حالة مختلفة عن واحدة أو أكثر من النساء اللاتي يرتكبن القتل. شارك في كل موسم مجموعة من الممثلات المكسيكيات والفنزويليات والأرجنتينيات والأمريكيات، كما شارك فيه الممثل ويليام ليفي (ممثل).

## الملخص
نساء قاتلات هو عبارة عن سلسلة من المواسم يعرض فيها الجانب المظلم من النساء اللواتي بعد خضوعهن لسوء المعاملة أو الاعتداء، تصبحن في نهاية المطاف القاتلات القاسيات. هذه السلسلة هو التحقيق النفسي للمراة ولحقوقها ويوجد في كل حلقة مظاهر للعنف والقتل والموت.

## المحققة ديم
تعمل المحققة (ديم) في إدارة مؤسسة للأبحاث المتخصصة في شؤون المرأة، وهي تستخدم التكنولوجيا المتقدمة والاحترافية، مدربة على مواجهة وحل الجرائم التي كان القاتل فيها مذنبا أو ضحية. وتعمل (ديم) في قسم بحوث متخصصة في النساء، هي المسؤولة عن إيجاد الحلول، إذ تستطيع هي ومساعديها إيجاد النساء المذنبات وتحديد مصيرهن في السجن. تتميز كل حلقة بحالة مختلفة، فقد تكون المرأة التي تلجأ للمحققة قاتلة، ويبين التحقيق دافعها للقتل.

## شخصيات الموسم الأول
| الممثلة             | الشخصية في المسلسل | عنوان الحلقة             |
| ------------------- | ------------------ | ------------------------ |
| Leticia Calderón    | سونيا              | عديمة الرحمة             |
| iran castiló        | مونيكا             | مونيكا الغاضبة           |
| iselea faga         | مارغريتا           | مارغريتا السامة          |
| nailea norved       | مارتا              | مارتا تنتحر مرتين        |
| Natalia Esperón     | كلوديا             | المتعطشة للقتل           |
| Damayanti Quintanar | باتريشيا           | المنتقمة                 |
| loséa mendéź        | كانديدا            | كانديدا الحالمة          |
| maría rojo          | اميليا             | الطاهية                  |
| Itatí Cantoral      | ساندرا             | الانتهازية               |
| danila romo         | كريستينا           | المتمردة                 |
| sesilea soaréź      | آنا                | المذيبة (لا تعبث مع انا) |
| Verónica Castro     | ايما               | الخياطة                  |

## شخصيات الموسم الثاني
| الممثلة                                                  | الشخصية في المسلسل   | عنوان الحلقة           |
| -------------------------------------------------------- | -------------------- | ---------------------- |
| إديت غونزاليس                                            | كلارا                | كلارا مريضة بالغيرة    |
| Patricia Navidad, Galilea Montijo y Ana Brenda Contreras | الشقيقات الدمويات    | الرهان القاتل          |
| Sherlyn                                                  | لاورا                | المضطربة               |
| Karyme Lozano y Elsa Pataky                              | آنا وباولا المغتصبات | الاعتداء على انا وبولا |
| دانييلا كاسترو                                           | روز                  | الوريثة                |
| Patricia Reyes Spíndola                                  | تيتا غارزا           | تيتا المقامرة          |
| Angélica Vale y Angélica María                           | خوليا                | خوليا تتستر على خوليا  |
| أنجيليك بوير                                             | سوليداد              | استغلال سوليداد        |
| Nuria Bages                                              | اوفيليا              | العاشقة                |
| Adriana Fonseca                                          | سيسيليا              | الواهمة                |
| María Sorté                                              | ماريا                | بائعة السمك            |
| Susana González                                          | تيري                 | مسيئة الظن             |
| Carmen Salinas                                           | كارمين               | المضطهدة               |

## شخصيات الموسم الثالث
| الممثلة                                               | الشخصية في المسلسل | عنوان الحلقة                    |
| ----------------------------------------------------- | ------------------ | ------------------------------- |
| جاكلين براكامونتاس                                    | ايرما              | السمكة                          |
| Rocío Banquells                                       | ايلينا             | المحمية                         |
| Zuria Vega                                            | ازوسينا            | التي تسترد حريتها               |
| Yolanda Andrade y Aleida Núñez                        | الفيرا ومارسيدس    | المنتقمات                       |
| dolce maria                                           | ايليانا            | الكنة                           |
| Diana Bracho, مايتي بيروني y Luz María Aguilar        | نورما وستيلا ولوز  | الأرامل الثلاث                  |
| Ana Bertha Espín                                      | فيلما              | عديمة الصبر                     |
| بليندا ‏ e Issabela Camil                              | انيتي وأنا         | نبيلتان ولكن قاتلتان            |
| Kika Edgar                                            | باولا              | راقصة الباليه                   |
| Aislinn Derbez                                        | مارتا              | اللعوب                          |
| Dominika Paleta                                       | ماريا              | الملاك الشيطاني                 |
| Cynthia Klitbo y Giselle Blondet                      | لوز                | الزوجة الغيورة والعشيقة الحقودة |
| Leticia Perdigón                                      | ماغي               | قاتلة العجائز                   |
| María Rojo y Patricia Reyes Spíndola y Pilar Pellicer | الشقيقات كوتوتشاس  | دعارة بثوب الطهارة              |

## شخصيات أخرى في الموسم الأول
- روزا ماريا بيانكي هي الدكتور صوفيا قسيس.
- موريسيو كاستيلو هو الدكتور جيراردو تريخو.
- ريناتو بارتيلوتي برتبة ملازم هومبرتو كاماتشو.
- باولا هينخوس برتبة ملازم إيزابيل.
- ويلكنز ليشيا هو الفنان.
- بابلو فلانتين هو الدكتور فرناندو ساينز

## شخصيات أخرى في الموسم الثاني
- روزا ماريا بيانكي هو الدكتور صوفيا قسيس.
- موريسيو كاستيلو هو الدكتور جيراردو تريخو.
- ويدثن الشريط كاميلا هو الملازم غابرييل أراندا.
- ريكاردو فرانكو هو الفنان البرتو موران.

## جوائز عام 2009
- أفضل سلسلة محرزة في المكسيك: نساء قاتلات (الفائز).
- أفضل سلسلة محرزة في المكسيك: نساء قاتلات3(مرشح).
- أفضل مسلسل تلفزيوني: نساء قاتلات (فائز).

## جوائز عام 2010
- أفضل أداء في مسلسل تلفزيوني: اديث غونزالس بدور كلارا المبدعة (فائزة).
- أفضل مسلسل تلفزيوني: نساء قاتلات2 (فائز).

## جوائز عام 2011
- أفضل مسلسل تلفزيوني: نساء قاتلات3 (فائز).
- أفضل أداء في مسلسل تلفزيوني: ديانا باتشو حلقة الارامل الثلاث (فائزة)
- أفضل أداء في مسلسل تلفزيوني: جيزيل بلوندي حلقة الضوء Arrolladora (مرشح)

## اقرأ أيضاً
- مايتي بيروني
- ويليام ليفي (ممثل)

## الوصلات
مايتي بيروني
ويليام ليفي (ممثل)

## روابط خارجية
- نساء قاتلات على موقع IMDb (الإنجليزية)
- نساء قاتلات على موقع كينوبويسك (الروسية)
- نساء قاتلات على موقع قاعدة بيانات الفيلم (الإنجليزية)